# Шнипас, Миндаугас
Ми́ндаугас Шни́пас (лит. Mindaugas Šnipas; род. 22 марта 1960, Шакяй) — литовский скульптор, доцент кафедры скульптуры Вильнюсской художественной академии.

## Биография
Родился в городе Шакяй. В 1984 году окончил Государственный художественный институт Литовской ССР по специальности скульптура. С 1989 года доцент кафедры скульптуры Вильнюсской художественной академии. С 1990 года член Союза художников Литвы.
Участвовал в коллективных выставках, в частности, в выставке работ молодых художников в Вильнюсе (Дворец художественных выставок, 1984; 1987), Годовой художественной выставке (Дворец художественных выставок, 1986), „Liaudies meno tradicija dabartiniame Lietuvos mene” (Дворец художественных выставок, 1989), в Клайпеде („Žmogaus ženklai. Skulptūros, piešiniai, fotografijos”, Дворец художественных выставок, 1988), в Таллине (1989), Зальцбурге (1989), Гётеборге (1990), Рауме („Rauma Biennale balticum”, 1993), Висбю („Baltic Sculpture”, 1993), Мельбурне („Closing Down”, 1996) и многих других выставках в различных городах.
Проводил персональные выставки скульптур и рисунков в выставочном зале Художественного фонда Литвы (Вильнюс, 1986), Дворце художественных выставок (1989) и галереях Вильнюсе.

## Творчество
Работы приобретены Литовским художественным музее (Вильнюс), Музеем современного стекла (Копенгаген) и другими музеями и галереями. Несколько произведений Шнипаса находится в общественных пространствах Вильнюса, других городов Литвы и других европейских стран. 
Одна из первых таких работ — бюст композитора Стасиса Шимкуса, установленный в 1987 году в саду у Музыкального театра в Каунасе (архитектор Йонас Юцайтис).
9 апреля 1989 года в связи со 120-летием Юозаса Науялиса в том же саду у Музыкального театра в Каунасе был открыт бюст композитора и музыканта, созданный Миндаугасом Шнипасом.
24 августа 2004 года в Вильнюсе на доме по улице Тилто (Tilto g. 13), в котором жил художник Рафаэль Хволес, была открыта мемориальная плита, созданная Шнипасом.
В том же году была установлена мемориальная доска в память Макса Вайнрайха (1894—1969), еврейского языковеда и литературоведа, основателя и руководителя Еврейского научного института ИВО (1925) в Вильно, на улице Йоно Басанавичяус, также созданная Шнипасом.
21 июня 2009 года в Ионаве был торжественно открыт памятник Абраомасу Кульветису (Абрахаму Кульвецу), созданный Шнипасом совместно со скульптором Константинасом Богданасом.
12 мая 2011 года в Вильнюсе в районе Жверинас открыт памятник Константину Бальмонту работы Миндаугаса Шнипаса (архитектор Таурас Будзис), установленный по инициативе Фонда Юргиса Балтрушайтиса.